# Marileidy Paulino
Marileidy Paulino (* 25. Oktober 1996 in Nizao) ist eine dominikanische Leichtathletin, die sich auf den Sprint, insbesondere die 400 Meter, spezialisiert hat. Sie gewann die Goldmedaille über 400 Meter bei den Olympischen Spielen 2024 in Paris und die Silbermedaille über 400 Meter bei den Olympischen Spielen 2020 in Tokio sowie den Weltmeistertitel 2023 in Budapest.

## Sportliche Laufbahn
Paulino spielte zunächst Handball, bevor sie zur Leichtathletik wechselte.
Erste internationale Erfahrungen sammelte Marileidy Paulino 2016 bei den Ibero-Amerikanischen Meisterschaften in Rio de Janeiro, bei denen sie mit der dominikanischen 4-mal-100-Meter-Staffel in 44,56 s den fünften Platz belegte. Anschließend nahm sie im 100-Meter-Lauf an den U23-NACAC-Meisterschaften in San Salvador teil und belegte dort in 11,98 s Rang fünf, während sie über 200 Meter mit 24,00 s auf den sechsten Platz gelangte. Im Jahr darauf erreichte sie bei der Sommer-Universiade in Taipeh das Halbfinale im 200-Meter-Lauf, in welchem sie mit 23,95 s ausschied. Zudem wurde sie mit der Staffel im Vorlauf disqualifiziert. 2018 erreichte sie bei den Zentralamerika- und Karibikspielen (CAC) in Barranquilla über 100 und 200 Meter in 11,33 s bzw. 23,04 s jeweils den vierten Platz und gewann mit der Staffel in 43,68 s die Bronzemedaille hinter den Mannschaften aus Jamaika und Trinidad und Tobago. 2019 schied sie bei den Panamerikanischen Spielen in Lima mit 11,84 s über 100 Meter in der ersten Runde aus und wurde über 200 Meter in 23,29 s Siebte. Zudem qualifizierte sie sich über 200 Meter für die Weltmeisterschaften in Doha und erreichte dort das Halbfinale, in dem sie mit 23,03 s ausschied. Ende Oktober gelangte sie bei den Militärweltspielen in Wuhan bis in das Finale und gewann dort in 23,18 s die Silbermedaille hinter der Slowenin Maja Mihalinec. Bei den World Athletics Relays 2021 im polnischen Chorzów wurde sie in 3:17,58 min Dritte in der Mixed-Staffel hinter den Teams aus Italien und Brasilien. Zudem stellte sie in Santo Domingo mit 50,31 s einen neuen Landesrekord über 400 Meter auf. Anschließend siegte sie Mitte Mai beim Meeting Jaén Paraíso Interior in 50,25 s sowie in 50,66 s beim Meeting International de Montreuil, ehe sie beim Meeting Iberoamericano in 49,99 s erstmals unter der 50-Sekundenmarke blieb. Bei den Olympischen Spielen in Tokio lief sie zunächst im Semifinale mit 49,38 s Landesrekord, ehe sie im Finale als Zweite den Rekord auf 49,20 s steigerte und damit die Silbermedaille hinter den überlegenen Bahamaerin Shaunae Miller-Uibo gewann. Mit der Mixed-Staffel über 4-mal 400 Meter gewann sie zusammen mit Lidio Féliz, Anabel Medina und Alexander Ogando in 3:10,21 min die Silbermedaille hinter dem polnischen Team. Anschließend siegte sie in 50,40 s bei der Athletissima sowie in 50,12 s beim Meeting de Paris und wurde bei Weltklasse Zürich mit 49,96 s Zweite.
2022 siegte sie in 51,20 s bei der Doha Diamond League und anschließend gewann sie bei den Ibero-Amerikanischen Meisterschaften in La Nucia in 49,49 s die Goldmedaille und siegte in 43,81 s auch mit der dominikanischen 4-mal-100-Meter-Staffel. Daraufhin siegte sie in 50,10 s beim Meeting International Mohammed VI d’Athlétisme de Rabat und erreichte dann bei den Weltmeisterschaften in Eugene das Finale und musste sich dort in 49,60 s erneut nur Shaunae Miller-Uibo von den Bahamas geschlagen geben. Zudem siegte sie in der Mixed-Staffel mit 3:09,82 min im Finale gemeinsam mit Lidio Féliz, Alexander Ogando und Fiordaliza Cofil. Anschließend siegte sie in 49,87 s bei der Athletissima in Lausanne und gewann beim Diamond-League-Finale bei Weltklasse Zürich in 48,99 s den Titel. Im Jahr darauf siegte sie in 50,51 s bei der Doha Diamond League sowie in 48,98 s beim USATF Los Angeles Grand Prix, womit sie einen neuen Landesrekord aufstellte. Im Juni siegte sie in 49,12 s beim Meeting de Paris und gewann dann bei den Zentralamerika- und Karibikspielen in San Salvador in 49,95 s die Goldmedaille im Einzelbewerb und sicherte sich mit der Staffel in 3:27,84 min die Silbermedaille hinter dem kubanischen Team und gewann in der 4-mal-100-Meter-Staffel in 43,45 s die Bronzemedaille hinter den Teams aus Kuba und Trinidad und Tobago. Im Juli wurde sie beim Memoriał Kamili Skolimowskiej in 50,00 s Dritte und anschließend erreichte sie bei den Weltmeisterschaften in Budapest das Finale und siegte dort überlegen mit neuem Landesrekord von 48,76 s. Anschließend siegte sie in 49,36 s bei der Xiamen Diamond League sowie in 49,58 s beim Prefontaine Classic und sicherte sich damit den Gesamtsieg in der Diamond League. Ende Oktober siegte sie bei den Panamerikanischen Spielen in Santiago de Chile in 3:16,05 min gemeinsam mit Ezequiel Suárez, Anabel Medina und Robert King in der Mixed-Staffel. Zudem siegte sie in 22,74 s über 200 Meter. Zudem gewann sie mit der 4-mal-100-Meter-Staffel in 44,32 s gemeinsam mit Liranyi Alonso, Martha Méndez und Anabel Medina die Bronzemedaille hinter den Teams aus Kuba und Chile und sicherte sich in 3:34,27 min die Silbermedaille in der 4-mal-400-Meter-Staffel hinter Kuba. 2024 siegte sie in 50,08 s bei der Xiamen Diamond League sowie in 50,89 s auch bei der Diamond League Shanghai. Im Mai wurde sie bei den World Athletics Relays auf den Bahamas in 3:16,68 min Fünfte in der Mixed-Staffel und sicherte dem Team damit einen Startplatz bei den Olympischen Spielen in Paris. Anschließend siegte sie in 50,27 s beim USATF Los Angeles Grand Prix sowie in 49,30 s bei den Bislett Games und in 49,20 s beim Meeting de Paris. Im August lief sie bei den Olympischen Spielen in Paris im Finale 48,17 s und stellte damit einen neuen olympischen Rekord sowie Nordamerikarekord auf und sicherte sich damit die Goldmedaille. Anschließend siegte sie in 48,66 s beim Memoriał Kamili Skolimowskiej sowie in 49,45 s beim Memorial Van Damme.
2019 wurde Paulino dominikanische Meisterin im 100-Meter-Lauf sowie 2022 und 2023 über 200 Meter.

## Persönliche Bestzeiten
- 100 Meter: 11,38 s (+0,4 m/s), 19. Februar 2023 in Bogotá
  - 60 Meter (Halle): 7,45 s, 3. Februar 2018 in Staten Island (dominikanischer Rekord)
- 200 Meter: 22,36 s (+1,0 m/s), 25. Juni 2022 in Santo Domingo (dominikanischer Rekord)
  - 200 Meter (Halle): 23,82 s, 3. Februar 2018 in Staten Island (dominikanischer Rekord)
- 300 Meter: 35,16 s, 17. März 2023 in Carolina (nationale Bestleistung)
- 400 Meter: 48,17 s, 9. August 2024 in Paris (Nordamerikarekord)